# Miss Nicaragua 2010
Miss Nicaragua 2010, 28e élection de Miss Nicaragua, s'est déroulée le 27 février 2010 au Théâtre national Rubén Dario de Managua. La gagnante, Scharllette Allen Moses, succède à Indiana Sánchez, Miss Nicaragua 2009. Elle est la première femme d'origine africaine à remporter le titre de Miss Nicaragua.
La cérémonie a été présentée par Ivan Taylor, Bertha Valles et Xiomara Blandino, Miss Nicaragua 2007.

## Classement final
| Titre | Candidates |
| --- | --- |
| Miss Nicaragua 2010 - Représentante du Nicaragua à Miss Univers 2010 - Représentante du Nicaragua à Miss Continent américain 2010 | - Bluefields - Scharllette Allen Moses |
| 1re dauphine - Représentante du Nicaragua à Miss International 2010                                                               | - Rivas - Indira Rojas |
| 2e dauphine - Représentante du Nicaragua de la Reine international de La Costa Maya 2010                                          | - León - Claudia Trejos |
| 3e dauphine - Représentante du Nicaragua à Miss Continent américain 2009                                                          | - Carazo - Myriam Alejandra Cerda |
| 4e dauphine - Représentante du Nicaragua à Miss Ambre 2010                                                                        | - Granada - Bianca Martinez |
| Top 12 | - Tipitapa - Ludy Prado - Estelí - Meyling Merlo - Managua - Georgina Benavides - Jinotega - Maryoli Cabezas - Nueva Segovia - Karen Somarriba - Nandaime - Jennifer Cuadra - San Juan de Limay - Jeyzzell Rivera |

## Candidates
| Département       | Nom                    | Âge        | Taille                  |        |        |
| ----------------- | ---------------------- | ---------- | ----------------------- | ------ | ------ |
| Département       | Nom                    | Bluefields | Scharllette Allen Moses | 18 ans | 1,83 m |
| Carazo            | Myriam Alejandra Cerda | 24 ans     | 1,72 m                  |        |        |
| Estelí            | Meyling Merlo          | 18 ans     | 1,67 m                  |        |        |
| Granada           | Bianca Martinez        | 23 ans     | 1,73 m                  |        |        |
| Jinotega          | Maryoli Cabezas        | 19 ans     | 1,68 m                  |        |        |
| León              | Claudia Trejos         | 22 ans     | 1,71 m                  |        |        |
| Managua           | Georgina Benavides     | 24 ans     | 1,74 m                  |        |        |
| Nandaime          | Jennifer Cuadra        | 20 ans     | 1,69 m                  |        |        |
| Nueva Segovia     | Karen Somarriba        | 24 ans     | 1,72 m                  |        |        |
| Rivas             | Indira Rojas           | 23 ans     | 1,75 m                  |        |        |
| San Juan de Limay | Jeyzzell Rivera        | 19 ans     | 1,83 m                  |        |        |
| Tipitapa          | Ludy Prado             | 23 ans     | 1,74 m                  |        |        |

## Jury
| Membre           | Membre               | Nationalité    | Notes                                                                      |
| ---------------- | -------------------- | -------------- | -------------------------------------------------------------------------- |
|                  | María Nelly Rivas    | Nicaraguayenne | PDG de l'Institut nicaraguayen du Tourisme et ancien ministre du tourisme. |
|                  | Pérez Hernández      | Espagnole      | Ambassadeur d'Espagne au Nicaragua.                                        |
|                  | Rossane Lacayo       | Nicaraguayenne | Photographe et cinéaste.                                                   |
|                  | Don Otto de la Rocha | Nicaraguayenne | Chanteur et compositeur.                                                   |
|                  | Tatiana Cordero      | Nicaraguayenne | Directrice et propriétaire de Heiben boutique.                             |
|                  | Daniel Garzón        | Nicaraguayenne | Propriétaire de la bijouterie Garzón.                                      |
| Thelma Rodríguez | Thelma Rodríguez     | Nicaraguayenne | Miss Nicaragua 2008.                                                       |

## Classement
Légende :
- Miss Nicaragua 2010
- Première finaliste
- Seconde finaliste
- Troisième finaliste
- Quatrième finaliste
- 12 Demi-finalistes

| Nom                    | Défilé en maillot de bain | Défilé en robe du soir |
| ---------------------- | ------------------------- | ---------------------- |
| Scharllette Allen      | 6775 (1)                  | 6825 (1)               |
| Indira Rojas           | 6450 (2)                  | 6614 (2)               |
| Claudia Trejos         | 6150 (5)                  | 6395 (3)               |
| Myriam Alejandra Cerda | 6195 (4)                  | 6142 (6)               |
| Bianca Martínez        | 6100 (6)                  | 6295 (4)               |
| Ludy Prado             | 5925 (8)                  | 6030 (8)               |
| Meyling Merlo          | 5816 (9)                  | 5.920 (10)             |
| Georgina Benavides     | 5550 (12)                 | 6.115 (7)              |
| Maryoli Cabezas        | 5990 (7)                  | 6028 (9)               |
| Karen Somarriba        | 5601 (11)                 | 5900 (11)              |
| Jennifer Cuadra        | 6230 (3)                  | 6265 (5)               |
| Jeyzzell Rivera        | 5645 (10)                 | 5764 (12)              |

### Prix attribués
Les candidates ont participé à diverses activités tout au long de la compétition, dans lequel les invités particuliers étaient présents à l'événement y compris: Xiomara Blandino, Miss Nicaragua 2007, Thelma Rodríguez, Miss Nicaragua 2008 et Indiana Sánchez, Miss Nicaragua 2009.
| Prix                      | Candidat(e)s                        |
| ------------------------- | ----------------------------------- |
| Meilleur costume national | Tipitapa - Ludy Prado               |
| Le plus beau visage       | Bluefields - Scharllette Allen      |
| Miss Photogénique         | Estelí - Meyling Merlo              |
| Miss Congénialité         | San Juan de Limay - Jeyzzell Rivera |
| Miss Nicaraguayenne fière | Carazo - Myriam Alejandra Cerda     |
| Meilleurs cheveux         | Rivas - Indira Rojas                |

## Observations